# مارشال أولريش
مارشال أولريش (بالإنجليزية: Marshall Ulrich)‏ هو عداء ألتراماراثون ‏ أمريكي، ولد في 4 يوليو 1951.

## وصلات خارجية
- مارشال أولريش على موقع الاتحاد الألماني للألترا ماراثون (الإنجليزية)